# 大淀川学習館
大淀川学習館（おおよどがわがくしゅうかん）は、宮崎県宮崎市下北方町にある大淀川流域の自然に関する展示を主とした科学館である。

## 施設概要
宮崎市を流域の一部とする大淀川の生態系について、市民の理解を深めるためにつくられた。子どもの学習施設、親水施設として利用される。
大淀川に面する屋外に「大淀川水辺の楽校」、反対の山側に「里山の学校」という市民緑地があり、自然観察・自然体験も行われている。
また、屋内にある「川のシアター」ではハイビジョンによる大淀川の映像が上映、「生体展示ホール」には大淀川に生息するアカメを展示しているほか、「自然楽習園」では大淀川流域に生息するアゲハチョウをはじめとするチョウやホタルの展示が行われている。

## 交通アクセス
- 宮崎交通バス「大淀川学習館前」バス停下車後、徒歩1分。
- JR「宮崎神宮駅」下車　車10分
- 駐車場あり